# Oreochromis mortimeri
Oreochromis mortimeri és una espècie de peix de la família dels cíclids i de l'ordre dels perciformes.

## Morfologia
Els mascles poden assolir els 48 cm de longitud total i els 4,100 kg de pes.

## Distribució geogràfica
Es troba a Àfrica: riu Zambesi i llac Kariba.